# Seoudat mitzva

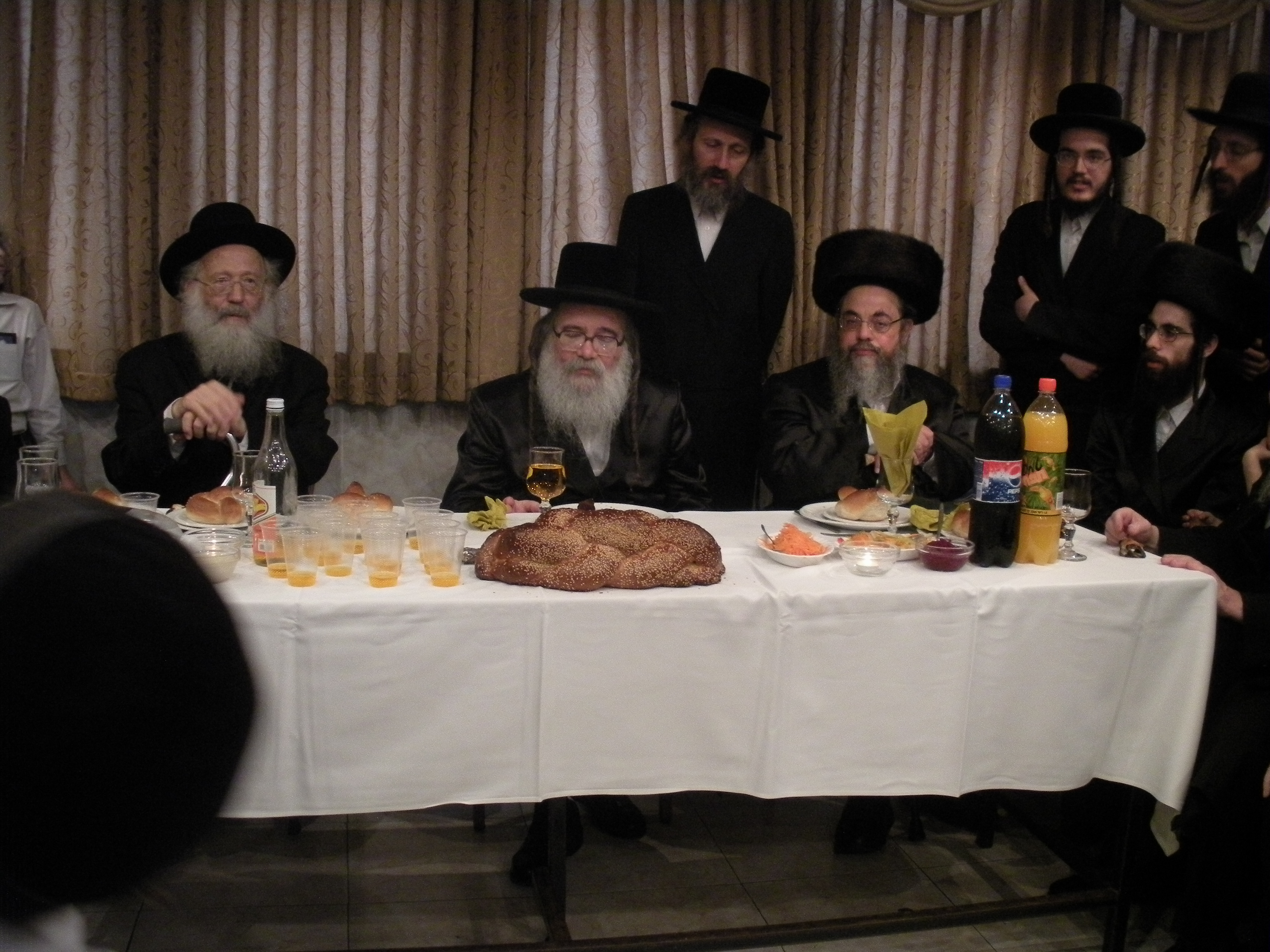
Un repas chez des juifs traditionnels.

Une seoudat mitzva (hébreu : סעודת מצווה ; « repas », « festin » de mitzva) désigne, dans la tradition juive, d'une part un repas qui constitue en soi une mitzva (prescription, biblique ou rabbinique), comme le repas du chabbat, celui de la veille de Yom Kippour ou celui de Pourim et, d'autre part, un repas qui se tient à l'occasion d'une mitzva, comme la brit mila (circoncision), les nissouïn, lors d'une bar mitzva (dont on célèbre l'accession à la majorité religieuse, avec un sermon sur des paroles de Torah, le plus souvent sur la section biblique qui a été lue cette semaine) ou lors d'un siyoum (célébrant le plus souvent la fin de l'étude d'un traité du Talmud, ou d'un ordre de la Mishna).
La tenue d'une seoudat mitzva est d'une telle importance qu'elle peut se tenir en des endroits où l'on n'a normalement pas le droit de faire un festin, comme une synagogue, et en des occasions comme les neuf jours, voire le jeûne des premiers-nés.